# 宋行长
宋行长（1938年—2022年12月21日），男，浙江慈溪人，中国理论物理学家，北京大学物理学院理论物理研究所教授。论文有《层子模型中的电磁和弱相互作用》、《高阶卡当同伦公式及反常的代数方法》等。